# Martiniodes sacculalis
Martiniodes sacculalis är en fjärilsart som beskrevs av Hans Georg Amsel. Martiniodes sacculalis ingår i släktet Martiniodes och familjen mott. Inga underarter finns listade i Catalogue of Life.